# Indigofera nephrocarpoides
Indigofera nephrocarpoides es una especie botánica de leguminosa en la subfamilia de las Faboideae. Es endémica de Socotra.
Su hábitat natural son bosques subtropical o tropical seco.

## Taxonomía
Indigofera nephrocarpoides fue descrita por J.B.Gillett y publicado en Kew Bulletin, Additional Series 1: 115–116. 1958.